# Anthony de Mello
Anthony de Mello (n. 4 septembrie 1931, Bombay, India Britanică – d. 2 iunie 1987, New York City, New York, SUA), preot iezuit, scriitor.